# فیلومونت (ویرجینیا)
فیلومونت (به انگلیسی: Philomont) یک منطقهٔ مسکونی در ایالات متحده آمریکا است که در شهرستان لادن، ویرجینیا واقع شده‌است. فیلومونت ۱۵۵٫۴۵ متر بالاتر از سطح دریا واقع شده‌است.